# Comocladia glabra
Comocladia glabra är en sumakväxtart som först beskrevs av Schultes, och fick sitt nu gällande namn av Spreng.. Comocladia glabra ingår i släktet Comocladia och familjen sumakväxter. Inga underarter finns listade i Catalogue of Life.